# سنة النور
أنولوكيس (باللاتينية: Anno Lucis) ومعناها «سنة النور»، هو نظام للتأريخ يستخدم في الإجراءات الاحتفالية أو التذكارية الماسونية، وهو يعادل السنة الميلادية مُضافاً إليها 4000 سنة. وهو مشابه «لسنة العالم» (باللاتينية: Anno Mundi).

## الوصف

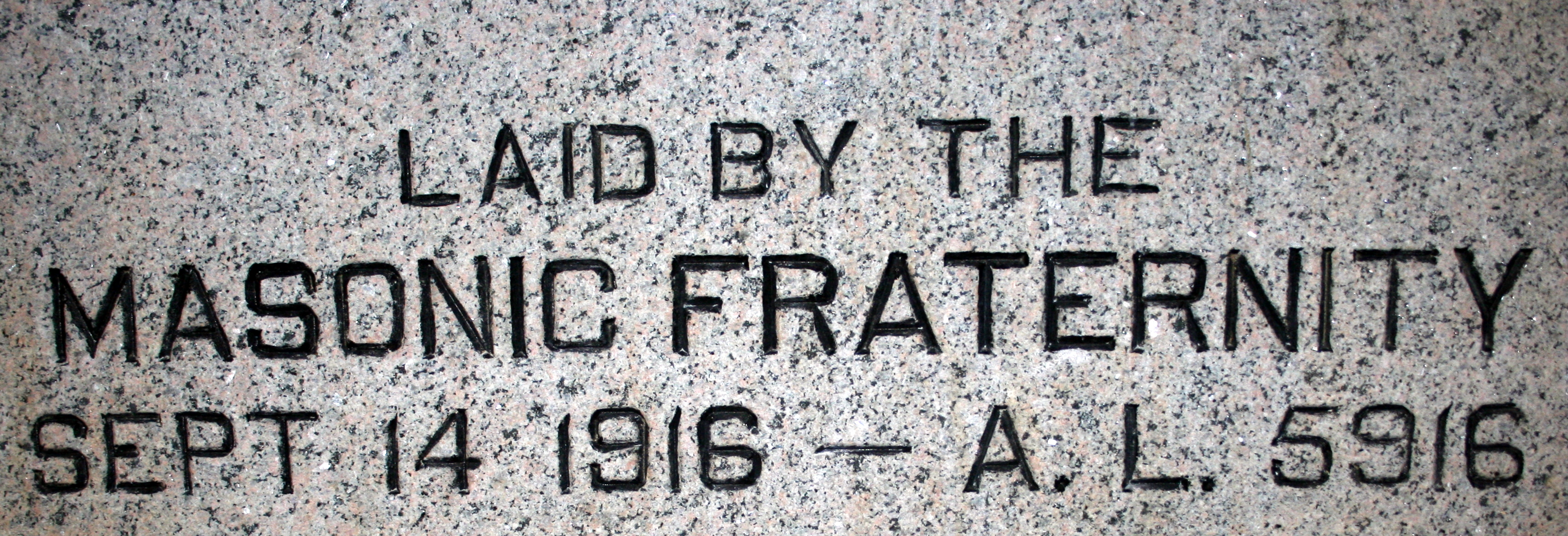
التفاصيل من حجر الزاوية 1916 من المحفل الماسوني في روتشستر بولاية مينيسوتا

على سبيل المثال، عام 2017 في تقويم أنو دوميني (بعد الميلاد) يكافئ 6017 في تقويم أنولوكيس. بداية هذا التقويم يكافئ عام 4001 قبل الميلاد، ويسمى «السنة صفر»، تم تبني فكرته هذا التقويم كتبسيط لتقويم أنو موندي المستخدم في التقويم العبري في القرن ال18، ما يعرف بالاتينية ب (يوم العالم) المستخدم في التقويم العبري والاقتراض من الأفكار الأخرى في ذلك الوقت فيما يتعلق بعام الخلق.

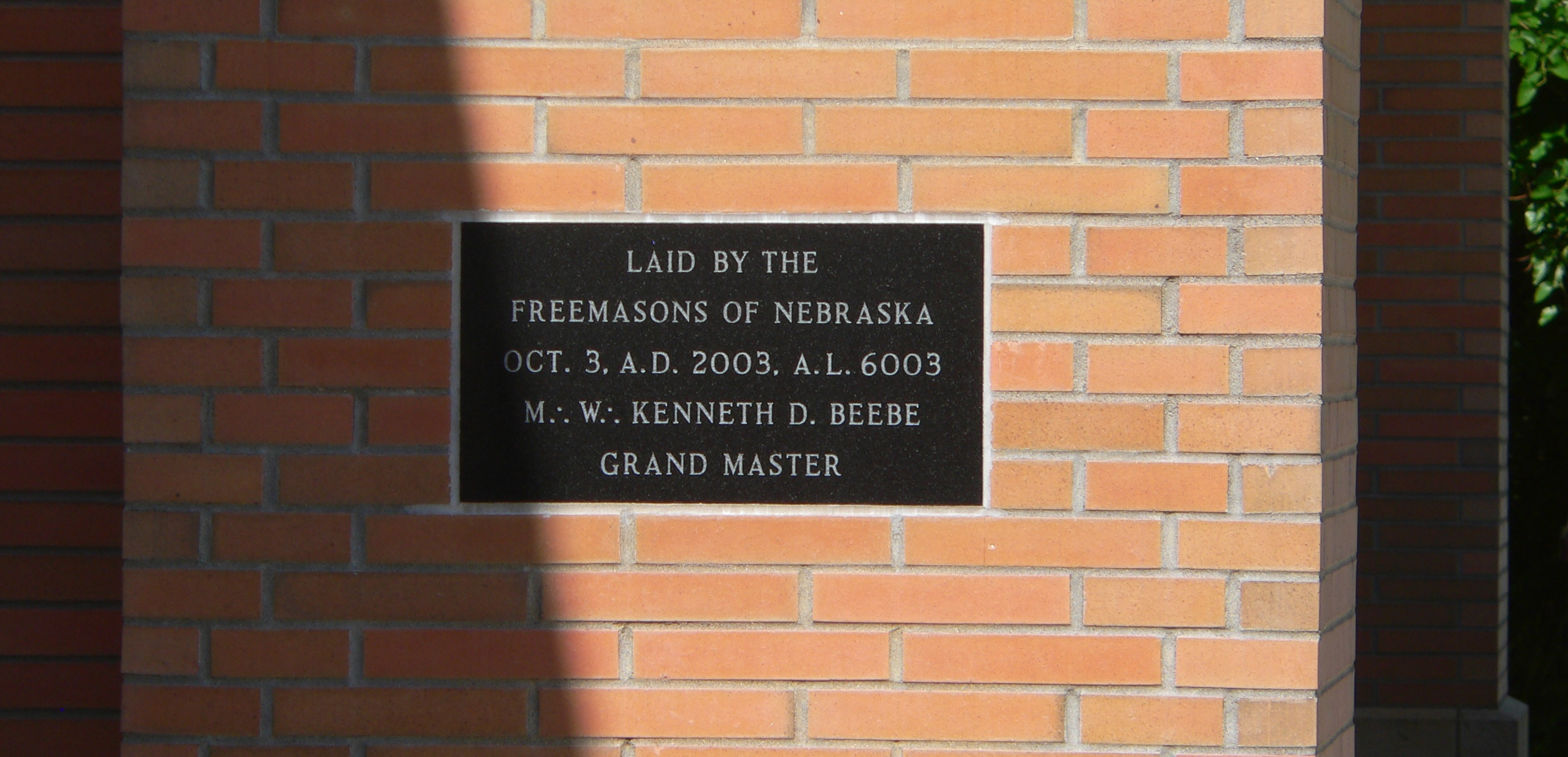
لوحة القرن ال21 على جدار قاعة المدينة في مدينة ساوث سيوكس، نبراسكا

بعدما نشرت المخطوطات الماسورتية، التي تؤرخ لبداية الخلق حوالي 4000 سنة قبل الميلاد، أصبحت شائعة وتلقت دعم واسع. كانت الحسابات المقترحة لتاريخ بداية الخلق، باستخدام المخطوطات الماسورتيه من القرن العاشر إلى القرن الثامن عشر، كثيرة وظلت متقلبة لعقود عديدة. الجدير بالذكر، أن حساب إسحاق نيوتن أشار إلى العام 4000 قبل الميلاد.
بين تقديرات المخطوطات الماسورتيه لبداية الخلق أو حسابات تاريخ الخلق، التسلسل الزمني لرئيس الأساقفة أرخ وحدد تاريخ الخلق ل4004 قبل الميلاد وهذا التأريخ أصبح الأكثر قبولا والأكثر شعبية في العالم المسيحي، في الأساس لأن هذا التأريخ كان متعلقا بإنجيل الملك جيمس. التقويم التقليدي العبري، منذ القرن الرابع الذي تم تأريخه بواسطة هليل الثاني، بتاريخ الخلق ل3761 قبل الميلاد، وفقا (للسيدر أولام ربة) الذي ألفه (خوسيه بن هلافتا) في عام 160 م، وبالاتفاق مع العلامات المتبقية من القرون الماضية، حدد المؤرخ المسلم «البيرونى» يوم العالم بأنه 3448 سنة قبل العصر السلوقي ولكن ليس بالتوافق مع (السدر أولام زوتا)، الذي أعاد تاريخه إلى 4339 قبل الميلاد، وقام بهذا التصنيف في عام804 م.